# Glaxo Smith Kline
Glaxo Smith Kline PLC är ett börsnoterat brittiskt läkemedels- och sjukvårdsföretag. Företaget är forskningsbaserat och framställer bland annat läkemedel mot infektioner, sjukdomar i det centrala nervsystemet, andningsorganen och metabolismen samt flertalet vacciner.
Kända läkemedel från företaget är bland annat läkemedlet Lamictal mot epilepsi, Seroxat mot depression, Imigran mot migrän, Zantac mot sura uppstötningar och Pandemrix, som är ett vaccin mot A(H1N1).
Företaget bildades i samband med att Smith Kline Beecham och Glaxo Wellcome slogs ihop år 2000. Glaxo Smith Klines föregångare Glaxo Wellcome låg bland annat bakom Ventoline, ett astmalindrande läkemedel som lanserades 1969, samt ett laxermedel från 1800-talet. År 2011 kom Benlysta, en läkemedelsbehandling mot den reumatiska autoimmuna sjukdomen lupus, som Glaxo Smith Kline tillverkade tillsammans med Human Genome Sciences. Det var den första behandlingen av sitt slag att bli godkänd för behandling av lupus.
Glaxo Smith Kline har ett börsvärde på 99,8 miljarder dollar, vilket motsvarar drygt 930 miljarder kronor. Företaget har 99 300 anställda och har sitt huvudkontor i Brentford, England. Glaxo Smith Kline har sitt svenska huvudkontor i Solna.